# Bataille d'Ulundi
Guerre anglo-zouloue
Batailles
- Inyezane
- Isandhlwana
- Rorke's Drift
- Eshowe
- Ntombe
- Hlobane
- Kambula
- Gingindlovu
- Ulundi

La bataille d'Ulundi, livrée le 4 juillet 1879, est la dernière bataille de la guerre anglo-zouloue de 1879. Elle donne lieu à la défaite définitive des Zoulous commandés par Cetshwayo kaMpande face aux troupes britanniques du lieutenant-general Frederic Augustus Thesiger (Lord Chelmsford). Elle est la première bataille lors de laquelle les Britanniques firent usage de mitrailleuses dérivées de la Gatling américaine.

## Historique
Après une demi-heure de tirs concentrés de l’artillerie britannique, mitrailleuses Gatling et des milliers de fusils, la puissance militaire zouloue fut définitivement brisée. Dix Britanniques furent tués et quatre-vingt-sept blessés, tandis que près de cinq cents Zoulous périrent durant la bataille. Chelmsford ordonna que le Kraal royal d’Ulundi soit brûlé. La capitale du Zoulouland se consuma durant des jours. Le massacre se poursuivit jusqu’à ce que plus un seul Zoulou vivant ne reste dans la plaine de Mahlabatini. Tous les blessés furent achevés en guise de vengeance pour l’effusion de sang subie à Isandlwana.

## Fictions

### Romans
- David Ebsworth, The Kraals of Ulundi, Silverwood Books, 2014.

### BD
- Georges Ramaïoli, Zoulouland tome 15 : Ulundi, Soleil, 2000, 46 p. (ISBN 9782845650282).

### Films
- L'Ultime Attaque, film américain de 1979 dirigé par Douglas Hickox.